# Schlacht bei Mehr
Koordinaten: 51° 44′ 8″ N, 6° 30′ 7″ O
Hastenbeck – Krefeld – Sandershausen – Mehr – Lutterberg 1758 – Bergen – Minden – Gohfeld – Fulda – Korbach – Emsdorf – Warburg – Rhadern – Kloster Kampen – Langensalza – Saalfeld – Vellinghausen – Arnsberg – Wilhelmsthal – Lutterberg 1762 – Brücker Mühle
In der Schlacht bei Mehr (franz. Affaire de Meer) traf am 5. August 1758 die auf preußischer Seite eingesetzte „kleine Armee“ von ca. 3000 Mann unter dem braunschweigischen Generalleutnant Philipp Freiherr von Imhoff auf eine französische Übermacht unter General François de Chevert von ca. 10.000 Soldaten und besiegte diese. Das Schlachtfeld liegt auf dem Gebiet des heutigen Nachbarortes Mehrhoog zwischen der alten Poststraße und dem Wohngebiet „Im Kuckuck“. Das Imhoff-Denkmal im Storchenweg erinnert an diese Schlacht.
General Chevert befehligte an diesem Tag 14 Bataillone Infanterie, 4 Schwadronen Dragoner und 1000 Freiwillige zu Pferde. Unter dem Kommando von Imhoffs standen sechs Bataillone: ein Hannoveraner (von Stolzenberg), zwei braunschweigische (von Imhoff), eins vom Erbprinzen von Hessen, ein hessisches (von Tolle) und ein sachsgothaisches, dazu inklusive des bückeburgischen Karabinierkorps etwa 400 Kavalleristen.

## Schlachtverlauf
Bericht des schaumburg-lippischen Oberstleutnants Johann Kasimir von Monkewitz über den Schlachtverlauf: 

„Mit Anbruch des Tages kam meine letzte Patrouille von Meer zurück und meldete, daß in dortiger Gegend noch nichts vom Feinde zu sehen sey. Ich machte darüber Bericht an den General von Imhof, welcher mich benachrichtete, daß, da General von Zastrow mit den 2 Bataillonen von Stolzenberg und dem einen von Erbprinz angelangt wäre, er gesonnen sey, die vorige Stellung bei Meer wiederum zu besetzen, weshalb ich sofort aufbrechen und den alten Posten bei Wildemannshof wiederum einnehmen solle. Ich marschirte also ab, sendete aber 2 Karabiniers über Kloster Schleienhorst gegen Hauinkel, mit dem Befehl, sich bis gegen 10 Uhr auf der Höhe von Hauinkel zu halten und zu beobachten, von wo sie alsdann abgelöst werden sollten. Gegen 8 Uhr langte ich auf meinem Posten an, fertigte eine Patrouille gegen Luhrhase auf dem Wege nach Wesel ab, und beschäftigte mich mit Aufstellung meiner Posten. Es war 9 Uhr, als mir gemeldet wurde, daß gegen Hauinkel ein Schuß gefallen sey, weshalb ich sofort den Kornet von Berk mit 10 Pferden in dieser Richtung absendete, um die Sache zu untersuchen. Das Dragoner-Regiment von Busch war bereits im Lager angelangt. General von Imhof hatte Tags zuvor befohlen, einen Offizier mit 50 Pferden dieses Regiments unter meinen Befehl zu stellen, da ich mich beschwert hatte, daß es mir unmöglich sey, mit meiner wenigen Mannschaft den Feind genau zu beobachten und die Postirung gehörig zu decken; diese 50 Pferde waren indeß noch nicht angelangt und ich ritt eiligst zum Kommandeur des genannten Regiments, um das Detaschement zu verlangen. Kaum war ich beim Oberstlt. von Müller angelangt, als ein Karabinier die Meldung brachte, die gegen Hauinkel gesendete Patrouille wäre mit dem Bericht zurückgekehrt, daß der Feind in starker Zahl gegen meine Posten von Hauinkel im Anzuge sey. Ich sendete den Karabinier mit der Meldung sofort zum General von Imhof, dessen Truppen so eben im Lager anlangten; ich für meine Person begab mich aber zu meinen Leuten und führte sie gegen Hauinkel. Nicht lange, so entdeckte ich den Feind, und urtheilte aus dem aufsteigenden Staube, daß General Chevert mit seinem ganzen Korps im Marsche gegen Meer begriffen sey. Diese Vermuthung bestätigte sich sogleich, indem ich 4 Schwadronen Reiterei und eine starke Kolonne Infanterie zu Gesicht bekam. Durch den Kapt.-Lieut. Baum ließ ich hiervon dem General v. Imhof Meldung machen, worauf derselbe seine Dispositionen traf, um den Feind gehörig zu empfangen. Mittlerweile geriet ich mit den Vortruppen des Feindes in ein scharfes Handgemenge. Bald drängten mich aber die 4 Schwadronen feindlicher Dragoner, denen 1000 Freiwillige folgten, auf ein Detaschement hessischer Grenadiere zurück. Dieses wurde sogleich heftig vom Feinde angefallen und trotz der angestrengtesten Bravour, nachdem dessen Hauptmann von Buttlar erschossen worden, mit bedeutendem Verlust geworfen. Hierauf erhielt ich Befehl, mein Korps zu theilen und für meine Person mit der einen Hälfte gegen unsern linken Flügel zu gehen, um den von Wesel über Kloster Schleienhorst gegen Reeß führenden Weg zu beobachten, während Kapt.-Lieut. Baum mit der andern Hälfte gegen den rechten Flügel rückte, um den Weg von Wesel über Bislich gegen Reeß im Auge zu behalten. Unterdeß entspann sich eine heftige Kanonade, wobei unsere Artillerie dem Feinde bedeutenden Schaden zufügte. Die Absicht desselben ging dahin, uns von Reeß abzuschneiden, weshalb er seine Hauptmacht auf seinem rechten Flügel in einem Gehölz zusammenzog, welches diese Bewegung maskirte; auf seinem linken Flügel ließ er nur 3 Bataillone des Schweizer-Regts. Salis. General von Imhof, die Absicht des Feindes errathend, fiel diesen Schweizern mit dem hanöverschen Regimente von Stolzenberg mit so glücklichem Erfolge in die linke Flanke, daß sie, nach einem sehr hartnäckigen Widerstande, die Flucht ergriffen.
Da inzwischen auch die 2 Bataillone von Imhof anlangten, auf die den Schweizern zunächst stehenden Truppen fielen, und sie warfen, so war dieser ganze feindliche linke Flügel von dem übrigen Theil des Korps – der sich immer weiter rechts zog – getrennt und gezwungen in größter Eil den Rückzug über Luhrhase gegen Wesel anzutreten. Das hessische Regiment Erbprinz hatte unterdeß einen harten Stand, indem es bei dem Vorrücken unsers linken Flügels auf das Gros des Feindes stieß, der sich hinter einer alten Landwehr aufgestellt hatte. Das Regiment von Toll langte indeß ebenfalls an, und beide tapfre Regimenter überwältigten die Stellung des Feindes mit solchem Ungestüm, daß derselbe sich in größter Eile und Unordnung aus dem Holze auf Hauinkel zurückziehen mußte. Schade, daß in dem Augenblick, wo der Feind das Holz verließ, und eine fast eine viertel Stunde lange Haide passiiren mußte, um den Weg nach Hauinkel zu gewinnen, nicht hinlänglich Kavallerie zu seiner Verfolgung bei der Hand war. Mit dem kleinen Haustein, so ich führte, hieb ich jedoch in den Feind ein, verfolgte denselben bis Hauinkel, und machte über 200 Gefangene und 34 Beutepferde. Der Feind setzte eiligst den Rückzug gegen Wesel fort.“